# Fuego en la sangre (pel·lícula de 1953)
Fuego en la sangre és una pel·lícula dramàtica espanyola dirigida el 1953 per Ignasi F. Iquino i protagonitzada per Conchita Bautista i Antonio Casas. Fou produïda per la barcelonina IFI Producción i el director artístic fou Miguel Lluch Suñé.

## Argument
Narra un triangle amorós entre el majoral d'una ramaderia de braus, una noia i el seu promès. Quan a causa de la baralla entre els dos homes mor l'esposa del majoral es desferma la seva ira.

## Repartiment
- Conchita Bautista
- Antonio Casas
- María Cañete
- Modesto Cid
- Marisa de Leza
- Margarita de Mayo
- Juan Gamero
- Angelita Gelán
- Igna Gil
- Luis Induni
- Rafael López Somoza
- Pepe Navarro
- Consuelo de Nieva
- Miguel Paparellias Pulpero
- María Dolores Pradera
- Antonio Vilar

## Premis
Medalles del Cercle d'Escriptors Cinematogràfics
| Any  | Categoria               | Pel·lícula     | Resultat   |
| ---- | ----------------------- | -------------- | ---------- |
| 1953 | Millor actriu principal | Marisa de Leza | Guanyadora |

La pel·lícula va aconseguir un premi econòmic de 250.000 ptes, als premis del Sindicat Nacional de l'Espectacle de 1953.